# Ne'ot Mordechaj
Ne'ot Mordechaj (hebrejsky נְאוֹת מָרְדְּכַי, doslova „Mordechajovy pastviny“, anglicky Ne'ot Mordechai, v oficiálním seznamu sídel Ne'ot Mordekhay) je vesnice typu kibuc v Izraeli, v Severním distriktu, v Oblastní radě ha-Galil ha-Eljon (Horní Galilea).

## Geografie
Leží v nadmořské výšce 70 metrů v Chulském údolí v Horní Galileji, nedaleko horního toku řeky Jordán a cca 30 kilometrů severně od břehů Galilejského jezera.
Vesnice se nachází cca 42 kilometrů severně od Tiberiasu, cca 142 kilometrů severovýchodně od centra Tel Avivu a cca 68 kilometrů severovýchodně od centra Haify. Je situována v zemědělsky intenzivně využívaném pásu. Neot Mordechaj obývají Židé, přičemž osídlení v tomto regionu je zcela židovské. Výjimkou je skupina drúzských měst na Golanských výšinách cca 15 kilometrů východním směrem.
Ne'ot Mordechaj je na dopravní síť napojen pomocí lokální silnice číslo 977, která na západ od vesnice ústí do dálnice číslo 90.

## Dějiny
Ne'ot Mordechaj byl založen v roce 1946. K slavnostnímu založení došlo 2. listopadu 1946, v den výročí vydání Balfourovy deklarace. Nová osada byla pojmenována podle Mordechaje Rozovského - sionistického předáka z Argentiny. Prvními obyvateli byli Židé přistěhovalí z Československa, Rakouska a Anglie. Ti už roku 1940 utvořili skupinu nazvanou Ga'aton (געתון), která v přípravném táboře poblíž města Naharija trénovala na založení vlastní zemědělské vesnice.
Krátce po vzniku vesnice v roce 1946 byli zabiti dva členové zakladatelské skupiny, Šlomo ben Jehuda (שלמה בן-יהודה) a Šlomo Bentov (שלמה בנטוב). Byl tu podle nich pojmenován most, který překračuje řeku Jordán na severním okraji obce (lokální silnice 977), nazvaný Most Šlomo. V prvních letech čelili obyvatelé izolaci v obklopení nepřátelskými arabskými vesnicemi. Tu zesiloval ještě fakt, že hlavní tok Jordánu tehdy vedl západně od vesnice, která ta byla osamělou a dopravně těžko přístupnou výspou na jeho pravém břehu. Během války za nezávislost v roce 1948 v okolí obce, v prostoru Horní Galileje, probíhaly četné boje. Děti byly v této době z kibucu evakuovány.
Roku 1949 měl kibuc 25 obyvatel a rozkládal se na ploše 450 dunamů (0,45 kilometrů čtverečních). V 50. letech 20. století se krajina jižně od Ne'ot Mordechaj proměnila vysušením převážné části Chulského jezera na rovinatou zemědělskou oblast. Roku 1954 přibyla do kibucu další skupina osadníků, tentokrát Židů z Argentiny.
Kibuc prošel privatizací a jeho členové jsou odměňováni podle odvedené práce. Místní ekonomika je založena na zemědělství a na průmyslu. Funguje zde obuvnická firma Teva Naot. V Ne'ot Mordechaj fungují zařízení předškolní péče. Základní a vyšší školství jsou k dispozici v okolních větších obcích. V kibucu je obchod se smíšeným zbožím, zubní ordinace, sportovní areály a veřejná knihovna.

## Demografie
Obyvatelstvo Ne'ot Mordechaj je sekulární. Podle údajů z roku 2014 tvořili naprostou většinu obyvatel Neot Mordechaj Židé (včetně statistické kategorie "ostatní", která zahrnuje nearabské obyvatele židovského původu ale bez formální příslušnosti k židovskému náboženství).
Jde o menší sídlo vesnického typu s dlouhodobě stagnující populací. K 31. prosinci 2014 zde žilo 544 lidí. Během roku 2014 populace stoupla o 0,0 %.
| Rok            | 1948 | 1949 | 1961 | 1972 | 1983 | 1995 | 2001 | 2003 | 2004 | 2005 | 2006 | 2007 | 2008 | 2009 | 2010 | 2011 | 2012 | 2013 | 2014 |
| -------------- | ---- | ---- | ---- | ---- | ---- | ---- | ---- | ---- | ---- | ---- | ---- | ---- | ---- | ---- | ---- | ---- | ---- | ---- | ---- |
| Počet obyvatel | 217  | 25   | 651  | 645  | 672  | 601  | 515  | 489  | 481  | 473  | 473  | 467  | 464  | 533  | 561  | 546  | 528  | 544  | 544  |